# Candelaria
Candelaria a fost un tip de horreum din epoca romană folosit pentru depozitarea și probabil vânzarea cerii.